# Santa Margarida do Sul
Santa Margarida do Sul egy község (município) Brazíliában, Rio Grande do Sul államban, az úgynevezett Campanha Central síkvidéken. 2022-ben népességét 2596 főre becsülték.

## Története
Első európai telepesei katolikus portugálok voltak, és leszármazottaik egészen a 20. század közepéig kizárólag hagyományos állattenyésztéssel foglalkoztak. A Santa Margarida név Alacoque Szent Margitra utal, és a hagyomány szerint az egykori birtok egyik tulajdonosának tiszteletére nevezték el, akinek földjén kialakult a település. Az 1960-as években az országút építése és az 1980-as években a villamosenergia bevezetése fellendítette a régió fejlődését, többek között a mezőgazdaságban, és az állam más községeiből is érkeztek letelepedők.
1996-ban Santa Margarida népszavazás útján függetlenedett São Gabrieltől, és 2001-ben önálló községgé alakult. Ebből az alkalomból felvette a Santa Margarida do Sul nevet, mivel az országban már volt egy Santa Margarida nevű község.

## Leírása
Székhelye Santa Margarida do Sul, további kerületei Bolso, Cambaizinho, Canas, Serrinha. Agrárközség, fő termények a szója és a rizs, kisebb mértékben búza, árpa, köles, citrusfélék, szőlő. Jellemző a tejmarha- és vaddisznótenyésztés is, és az élelmiszeripar (gabonafeldolgozás). A község hanyatlóban van mivel a kisbirtokok alacsony jövedelme miatt a fiatalok városra költöznek jobb életkörülmények reményében.